# 第一霍滕
50°12′21″N 26°31′57″E / 50.20583°N 26.53250°E
第一霍滕（羅馬化：Khoten Pershyi）是烏克蘭西部的村莊，隸屬赫梅利尼茨基州的舍佩蒂夫卡區。該村距離伊賈斯拉夫28公里，面積0.883平方公里，海拔高度223米，2001年人口296。